# Castlemartin
Castlemartin är en by  i Storbritannien. Den var fram till 2012 en egen community, men ingår numera i Stackpole and Castlemartin community.  Den ligger i kommunen Pembrokeshire och riksdelen Wales, i den södra delen av landet, 300 km väster om huvudstaden London. Orten har 147 invånare (2011).